# ウインド・モバイル
グローバライブ・ワイヤレス・マネジメント・コーポレーション（英語: Globalive Wireless Management Corporation、商標:ウインド・モバイル（英語: Wind Mobile））とはカナダの移動体通信事業者でグローバライブ・コミュニケーションズが展開している。2009年12月16日にオンタリオ州グレーター・トロント・ハミルトン・エリアで携帯でのデータ通信と音声通話サービスを開始、2日後にアルバータ州カルガリーでもサービスを開始した。それ以降サザンオンタリオ地区をネットワーク拡張重視地域と定め、まずは2011年第一四半期にオタワでサービスを開始、その後約6地域に拡張し、最も直近では2014年7月3日にブラントフォードでサービスを開始した。西カナダにおいては、アルバータ州エドモントンやブリティッシュコロンビア州のグレーター・バンクーバーのほとんどやアボッツフォード、ウィスラーでサービスを開始している。2014年第一四半期現在、70万人以上の加入者を抱えており、カナダの携帯電話会社において第4位の規模を誇る。

## 歴史

### 2008年: 周波数帯入札、CRTCによる審査でサービス開始延期
カナダのグローバライブは、他の「ウインド」ブランドを持つ通信会社を所有するウインド・テレコム傘下であるエジプトのオラスコム・テレコムが出資したヤック・コミュニケーションズを立ち上げていた。2008年、グローバライブはネットワークの立ち上げに欠かせない無線周波数帯を4億4200万カナダドルで入札した。同年、ボーダフォンとオラスコムの取締役を務めていたケン・キャンベルがグローバライブ・ワイヤレスの最高経営責任者に就任した。しかし、カナダ・ラジオテレビ通信委員会 (CRTC)による公開所有審査の結果、グローバライブがカナダにおける所有権に関する条件を満たしていないとされサービス開始を延期せざるを得なかった。最も懸念されたのはグローバライブがオラスコムから5億800万カナダドル借り入れていることだった。

### 2009年: 通信網テスト、政府による承認、流通企業との提携、サービス開始
2009年6月、グローバライブは通信網での最初の通話テストに成功した。
12月11日、カナダ総督（トニー・クレメント産業相による提案を受けて）はグローバライブが所有権に関する条件を満たしおり、カナダ市場に今すぐ参入することを承認する最終決定を下した。
年末商戦直前の同月14日、ウインドはブロックバスターとの提携し、カナダのブロックバスター16店舗（オンタリオ州の13店舗とカルガリーの3店舗）でキオスク端末の設置やプリペイド商品の販売を行うことを発表した。16日、トロントにてサービスが開始され、ダウンタウンであるクイーンズ・キーで記念イベントを行った。
2009年はサービス開始から16日間で5,000人近くが契約したと発表した。

### 2010年: ロビンスの辞任、都市通信網の構築、加入者10万人到達、Windtab
| 日付       | 増加数 | 総計    | 増加率 |
| ---------- | ------ | ------- | ------ |
| 2009-12-31 | 5 000  | 5 000   | N/A    |
| 2010-03-31 | 39 441 | 44 441  | 789%   |
| 2010-06-30 | 49 441 | 93 882  | 111%   |
| 2010-09-30 | 45 799 | 139 681 | 49%    |
| 2010-12-31 | 92 960 | 232 641 | 67%    |
| 2011-03-31 | 39 018 | 271 659 | 17%    |
| 2011-06-30 | 45 341 | 317 000 | 17%    |
| 2011-09-30 | 41 000 | 358 000 | 13%    |
| 2011-12-31 | 45 000 | 403 000 | 13%    |
| 2012-03-31 | 12 364 | 415 364 | 3%     |
| 2012-06-30 | 41 552 | 456 886 | 10%    |
| 2012-09-30 | 53 598 | 510 484 | 12%    |
| 2012-12-31 | 79 954 | 590 438 | 16%    |
| 2013-03-31 | 11 281 | 601 719 | 2%     |
| 2013-06-30 | 18 732 | 620 451 | 3%     |
| 2013-09-30 | 16 376 | 636 827 | 2%     |
| 2013-12-31 | 39 382 | 676 209 | 6%     |
| 2014-03-31 | 25 916 | 702 125 | 4%     |
| 2014-06-30 | 38 875 | 741 000 | 5%     |

2010年3月4日、クリス・ロビンスは最高顧客責任者を辞任すると発表したが、他のビジネスチャンスの追及が欠けていた以前の戦略を転換するためとロビンスとウインド・モバイル双方とも説明している。この件に関しアナリストは、今回の辞任に対し早くも市場では失望感が出ているとしてこの転換はマイナスに出ると評価している。
同月27日、ウインド・モバイルはオタワでサービスを開始、記念イベントをリドー通りで行った。さらに同年にかけてグレーター・バンクーバーのほぼ地域とアルバータ州エドモントンでサービスを開始した。
8月13日、7月初めに無線通信契約者が10万人に達したと発表した。同年11月に公表されたオラスコムの第3四半期の財務報告書によれば、ウインド・モバイルの加入者数は139,681人に達したとされる。

### 2011年: キャンベルCEOの辞任、訴訟、ヴィンペルコム、オンタリオ州での拡大、Windtab+
2011年2月4日、競争相手のパブリック・モバイルとテラスが起こした訴訟により、連邦裁判所が、CTRCがウインド・モバイルがカナダにおける所有権の条件を満たしていないという決定を覆した総督の決定は無効という判決を出したが、ウインドには弁論の文書提出に45日間の猶予を与えられた。3月18日、連邦控訴裁判所は連邦裁判所の決定を破棄することを求めたウインドによる弁論を審理した結果、グローバライブの主張とウインドがカナダにおける所有権の条件を満たすという総督の決定を認める決定を下した。9月19日、パブリック・モバイルはカナダ最高裁判所への上訴許可申請を行った。
3月17日、ロシアの携帯電話会社であるヴィンペルコムの株主はウインド・テレコムやウインド・モバイルの主要株主であるオラスコム・テレコムを含む資産を6億ドルで買収することに賛成し、2011年上半期あたりまでに完了するとした。この買収で加入者数が1億3700万以上になり加入者数で世界第5位の規模になる携帯電話会社が誕生するとされる。
6月、創設時のCEOであるケン・キャンベルが辞任し企業を去り、5つの主要市場とは異なる市場の構築を牽引するためにスタートアップの経営集団を率いることになった。さらに、かつてのオラスコム子会社でチュニジア最大手の携帯電話会社であるチュニジアーナのCEOに就任した。8月16日に同年のバックトゥースクールに合わせキッチナーとウォータールー (K-W)でサービスを開始した。同時に、従量制加入者向けのオプションである年間チャートと販売促進の一環として全加入者対象のスーパースマートプランが開始、両サービスともウインドの提供地域にいる全加入者が申し込むことができる。9月9日にゲルフへのサービス拡大が発表され、同月末に2店舗をゲルフに出店した。10月15日にセントキャサリンズとウェランドでもサービスを開始、両都市に1店舗ずつ出店した。同月、新製品の端末や特別な宣伝を引っさげてこれらの地域への出店を加速した。
11月7日、新たな宣伝キャンペーンを開始、「That's the power of Wind」というスローガンとオレンジを強調したコーポレートカラーが採用された。新たなキャンペーンの一環として「オー・カナダ」プランが提供された。23日にナイアガラフォールズでサービスを開始、これを記念してショッピングモールのザ・ペン・センターにある店舗でNokia C7というスマートフォンが30台限定で発売された。また、ナイアガラ地域とグレータートロントとサービス提供地域として繋げることを計画した。12月4日から6日にかけてブリティッシュコロンビア州アボッツフォードやケンブリッジでサービスを開始、翌週13日にロンドンでサービスを開始した。

### 2012年:ラインナップの刷新、オンタリオ州へのさらなる拡大

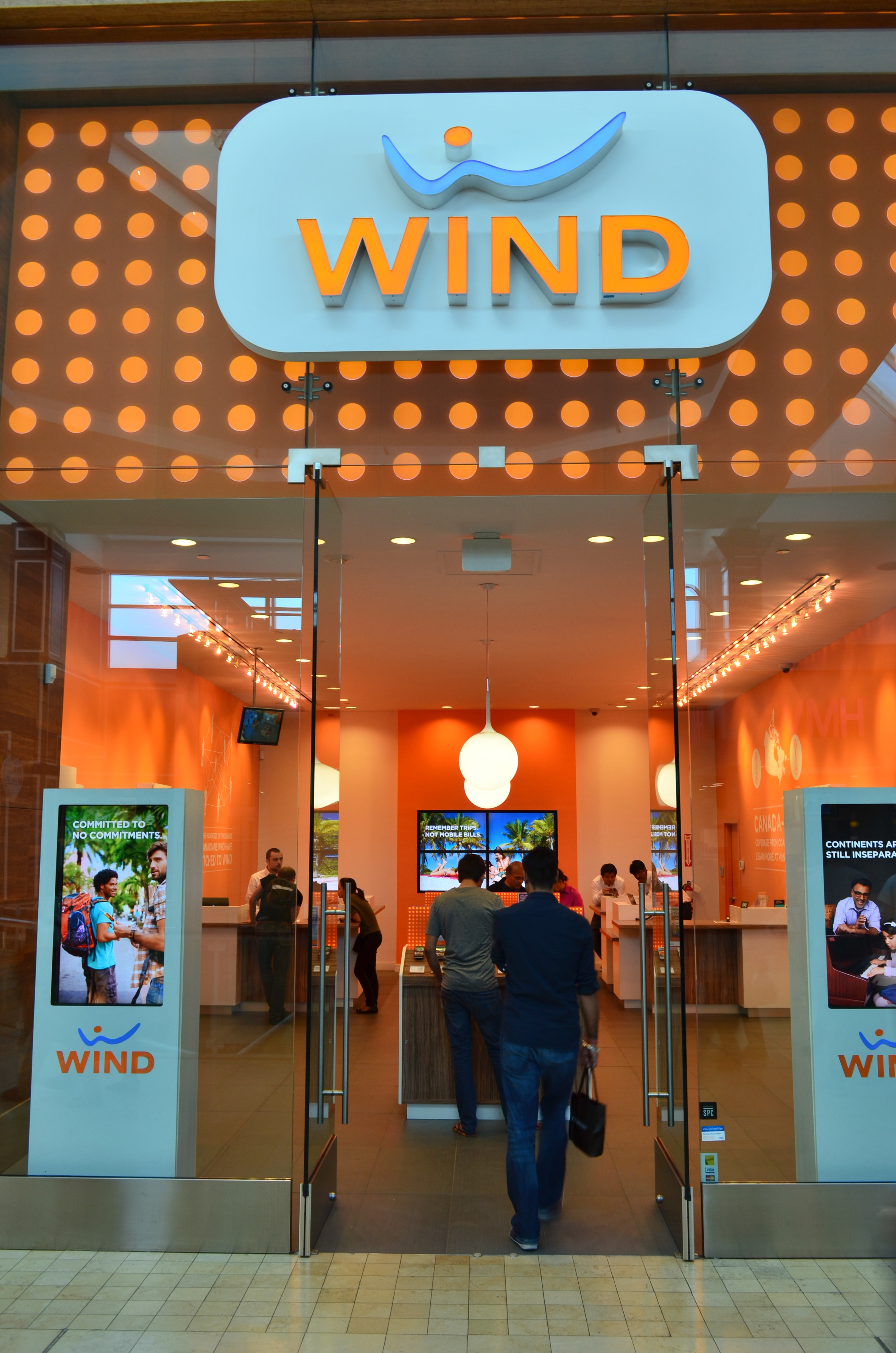
ヨークデールにあるウインド・モバイルストア

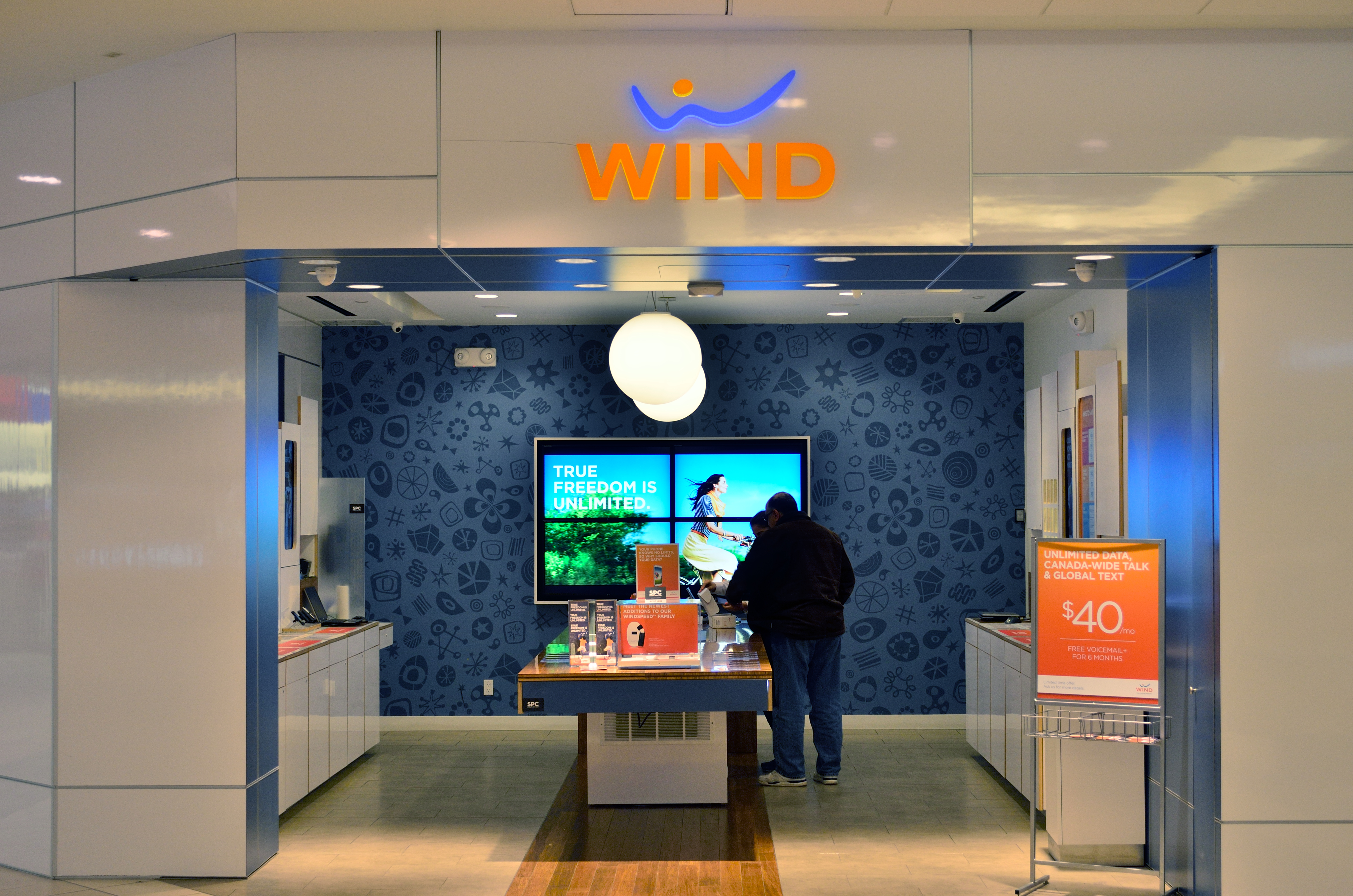
プロメナードショッピングセンターにあるウインド・モバイルストア

2012年冬にかけて、BlackBerry Bold 9790、ホワイトカラーのBlackBerry Curve 9360、GoogleブランドのGalaxy Nexus、HTC Radar 4G、Samsung Galaxy S 4Gの取り扱いを開始した。また、オンタリオ州バリーでもサービスを開始し店舗を出店した。3月1日、料金プランを一新し、クレバープランとブリリアントプランを就労した。ミッドレンジのスマートプランやハイエンドのジニアスプランがモニカーが廃止されたり概要が変更されてもウインドのネットワークで着信の応答が無制限に利用できるペイ・ユア・ウェイは現在も続いている。カナダの電話番号にSMSを送信する料金は含まれているが、全てのMMSとカナダ国外へのSMSは現在使った分だけ別料金が発生する。Wind 25プランは100MB分の携帯インターネットアクセスが含まれているが、Wind 40プランではボイスメールの代わりに5GB分のフルスピード携帯インターネットアクセスが可能である。
3月26日、Mobile SyrupブログにてウインドがHuawei U8651、Nokia Lumia 710、Samsung Galaxy Qを3月末か4月初めに発売すると発表したが、Lumia 710の発売は5月3日、Galaxy QとU8651の発売は同月11日に延期された。6月27日にSamsung Galaxy S IIIの取り扱いを開始した。
2012年第三四半期にキングストン、ピーターバラ、ウッドストックと2012年にかけてサザンオンタリオ地区においてサービス提供地域を拡大し続けた。また当初同年会計四半期間にウィンザーにも拡大することを計画したが、延期されている。この四半期ではまた自社ブログのコメント機能や、FacebookやTwitterに移行する形で自社のゲット・サティスファクションのコミュニティフォーラムを終了した。
10月、スモールビジネスウィークに合わせスモールビジネス向けのプランを開始した。このプランに加入と数種類あるハイエンド端末の購入を前提に特別な月額プランやWindtabを低価格で利用が可能である。ウィンザーとピーターボロでのサービス提供開始と出店は11月になってからでその間新たな2つの「ウイッシュ」月額プランが提供されている。両プラン共全世界向けのSMSと国際長距離通話料金を値下げしている。12月にはTDDとIPリレーサービスサービスを開始した。同年にかけて122店舗の出店と231ものネットワーク拠点の開設を達成、年終わりまで200,000のFacebookファンと35,000のTwitterフォロワーを集めた。

### 2013年-現在: ラカベラーの辞任
ウイッシュプランはプロモーションとして2013年1月だけでなく2月の最初の3日間まで延長された。また1月、BlackBerry Bold 9790とHTC Amaze 4GとHTC RadarとSamsung Galaxy S 4Gを新端末の発売に合わせて販売を終了した。15日にはLG F4nというフリップフィーチャーフォンを発売した。18日、アンソニー・ラカベラーはウインド・モバイルCEO辞任を発表したが、会長職は継続している。同日、ウインドはサービス利用加入者が60万人を突破したと発表した。2月4日には新たな月額プランを発表したが、補助金は既存の加入可能プランと比べて低額になっている。ペイ・ユア・ウェイサービスではMMS利用料が引き下げられた。14日にはHTC Windows Phone 8Sを、27日にはBlackBerry Z10を発売した。しかし、アムステルダムに本社を置く親会社のヴィンペルコムはウインド・モバイルの売却を模索するようになった。
4月10日、ウインド・モバイルはカナダ無線通信協会(CWTA)と和解すると発表、ライバル企業のモビリシティとパブリック・モバイルもCWTAと和解、引用で主要因を「ロジャースとベルとテラスの賛同におけるバイアス」としている。
6月19日、ヴィンペルコムの子会社であるオラスコム・テレコムはウインド・モバイルの完全子会社化を中止すると発表した。これは6ヶ月前にトニー・ラカヴェーラがウインド・モバイルのCEOを辞任した際に未確定であるもののウインド・モバイルの売却を模索しているという発表を覆すものだった。
同月26日、グローブ・アンド・メールはアメリカ合衆国の通信会社であるベライゾン・ワイヤレスが7億ドルでウインド・モバイルを買収すると報道したが、ベライゾンはカナダの無線通信市場には興味を示していないとこれを否定した。
9月4日、ウインド・モバイルは競合相手のモビリシティがサービスを終了し加入者をウインド・モバイルに移行するための交渉をモビリシティと行っていると報じられたが、モビリシティは否定している。
1月13日、主要株主であるヴィンペルコムはカナダ連邦政府との対立によるウインド・モバイルがカナダ産業省による700MHz帯域入札に参加するための財政的支援を中止した。これによりウインド・モバイルは所有帯域不足により自身のネットワークでLTEを展開することが困難となった。

## ネットワーク
ウインド・モバイルはAdvanced Wireless Services (AWS)として知られるUMTS IV周波数帯域のライセンスを使用することで、データ通信向けにHSPAを可能にしたUMTSを提供している。この帯域を使うことで、ユーザー所有機器は1710–1755 MHzで送信し2110–2155 MHzで受信している。HSPA+として知られるEvolved HSPAは2011年夏よりウインドの一部ネットワークで利用可能になった。
また、ウインド・モバイルはカナダで初めて自身のネットワークにAWS帯域を使用して無線サービスを提供している企業である。北米ではT-Mobile USがこの帯域を使用している最大のプロバイダーである。ウインドのAWSを使用するにはユーザーはAWS対応機器を使用することが必要だが、一般的にはIIとV帯域の端末で、10年以上前はIV帯域だった。
ウインドがカナダでサービスを開始して以降、他社もAWSを使用し始めた。これらはモビリシティやビデオトロンといった企業も自身のネットワークで排他的に使用している。カナダの最大級携帯電話会社3社（ロジャース・ワイヤレス、ベル・モビリティ、テラス・モビリティ）だけが自身のLTEネットワークでAWSを使用している。ベルとロジャースがLTEを展開したのは2011年終わりで、テラスは2012年初頭だがベルと共に相互ローミング協定を維持している。ウインドのネットワークではAWS HSPA+ではないAWS LTE対応端末との互換性は無い。

### 利用可能地域
現在、ウインドがサービスを提供しているのは主にオンタリオ州で、グレーター・トロント・ハミルトン・エリア、オタワ、キッチナー、ウォータールー、ケンブリッジ、ゲルフ、ナイアガラ地域（一部）、ロンドン、バーリー、キングストン、ウインザー、アマーストバーグ、ウッドストック、ピーターボロで提供している。オンタリオ州以外ではケベック州ガティノー、アルバータ州カルガリー、エドモントン、ブリティッシュコロンビア州グレーター・バンクーバー地域、ウィスラー、アボッツフォードで提供している。モバイルブロードバンドの理論上最大速度はほとんどの地域で21.1 Mbit/sだが、一部地域では14.4 Mbit/sとなっている。
2012年の間、複数の都市でサービスを開始し、隅々まで拡大し、既に開始されている都市でネットワークの密度を高めていった。ウインドはかつて提供地域を「ホームゾーン」と呼んでいたが、「Power of Wind」というスローガンにしてからは「我々のネットワーク」と呼んでいる。ユーザーが提供地域外に旅行する場合はロジャース・ワイヤレスの提供地域ならローミングが可能で、ローミングは従量制となっている。

## 製品
フィーチャーフォン、スマートフォン、モバイルブロードバンドモデムといった自社のネットワークで使用できる数種類の端末を販売している。

### フィーチャーフォン
ゴーウェル製1機種、ファーウェイ製2機種、サムスン電子製1機種の計4機種が現行モデルになっている。
- Gowell G328
- Huawei U2801（英語版）
- Huawei U6150
- Samsung C414

U2801はHuawei U1250の後継機種で、基本的なキャンディバー携帯電話であり、U6150にはQWERTY配列のキーボードが搭載されている。後者のキャンディバーデザインはBlackBerryのデザインに非常に酷似している。
かつてはHuawei U7519も販売されていて、低価格だったが2010年10月に販売を終了した。
また、Samsung Gravity 2という機種も販売されているが、2013年12月2日現在、ロックされた状態で販売されていて、180日分の料金を払うことでロック解除コードが発行される。

### スマートフォン
複数のOS別に複数のスマートフォンが販売されている。
- Android: HTC One（英語版）およびOne S、ファーウェイのHuawei Ascend P1とHuawei Sonic、LGのGoogle Nexus 5とLG G2とLG Optimus 4X HDとL9、Motorola Razr V、サムスン電子のNote IIやNote 3やS4を含むSamsung Galaxy、ソニーのSony Xperia ion
- BlackBerry 10: BlackBerry Z10、BlackBerry Q5、BlackBerry Q10
- BlackBerry OS: Curve 9360、Bold 9900
- Windows Phone 8: HTC Windows Phone 8S、Huawei Ascend W1

ウインド自体はiOS端末は扱っていないが、T-Mobile USバージョンのiPhone 5、5s、5c（T-MobileやAppleがSIMロックしない状態で販売されている）はウインドのネットワークとの互換性があり、ウインドは必要なNano SIMカードを販売している。
またウインドはカナダで初めてアルカテル・ルーセント製端末を販売しており、Alcatel TribeとAlcatel One Touch 908sをかつて販売していた。ファーウェイ製端末もカナダで初めてかつ独占的に販売し続けている。
BlackBerry Bold 9700をローンチ時から扱っていて、9780、9790、9900と引き継いている。過去のWindows Mobile 6.5が動作するスマートフォンとして唯一扱っていたのがHTC Mapleで、その後モビリシティも扱っていたが両者とも現在は販売を終了している。
2012年2月に最初のAndroid 4.0とWindows Phone 7端末としてそれぞれGalaxy NexusとHTC Radarを販売した。同月にかけて、Nexus SとBlackBerry Curve 9300といった旧機種をひっそりながら販売を終了している。1年後の2013年2月、初めてのWindows Phone 8端末であるHTC Windows Phone 8Sを発売し、旧機種のNokia Lumia 710の販売を終了した。
Symbian搭載端末は2012年10月までNokia 500を販売していた。iPhone、iPadといったほとんどのiOS端末はウインドのネットワークを使用することが出来なかったが、2013年4月12日にT-Mobile USから発売されたiPhone 5はウインド・モバイルのAWS HSPA+と互換性があり、ウインド側も自身のネットワークでiPhoneが使えるようになると発表していた。しかし、ウインド自体でiPhone 5は発売しておらず第三者から購入しなければならない。

### インターネット接続機器
E1691、E366、E583、E586Eとモバイルブロードバンドに対応したファーウェイ製機器4機種を発売している。E1691とE366はUSB接続のモバイルブロードバンドモデムで、Windows、Mac OS X 10.4以降、Linuxが動作するコンピュータに対応している。E583とE586Eはモバイルインターネットに接続するWi-Fi機器であるMiFiと同種のポータブルデバイスである。E1691とE583は7.2 Mbit/sの下り速度を、E366とE586Eは21.1 Mbit/sの速度を出すことができる。

### SIMカード
Nokia N900やGoogle Nexus OneのようなAWSに対応していてロックが解除されたUMTS(UMTS IV帯域)を搭載した対応端末を持っている場合、SIMカードを使えばウインドのネットワークを使用することができる。古いGSM (2G)対応の端末にSIMを挿入した場合、端末のAWS対応非対応に関わらずロジャース・ワイヤレスのネットワークにアクセスできる時がある。ロジャースのネットワークでのローミングはウインドがサービス提供地域としているいくつかの地域では使用できず、多くの地域ではブロックされている。ローミング料金はいかなる場合でも発生するため、料金を支払う手段が必要になる。

### 画像

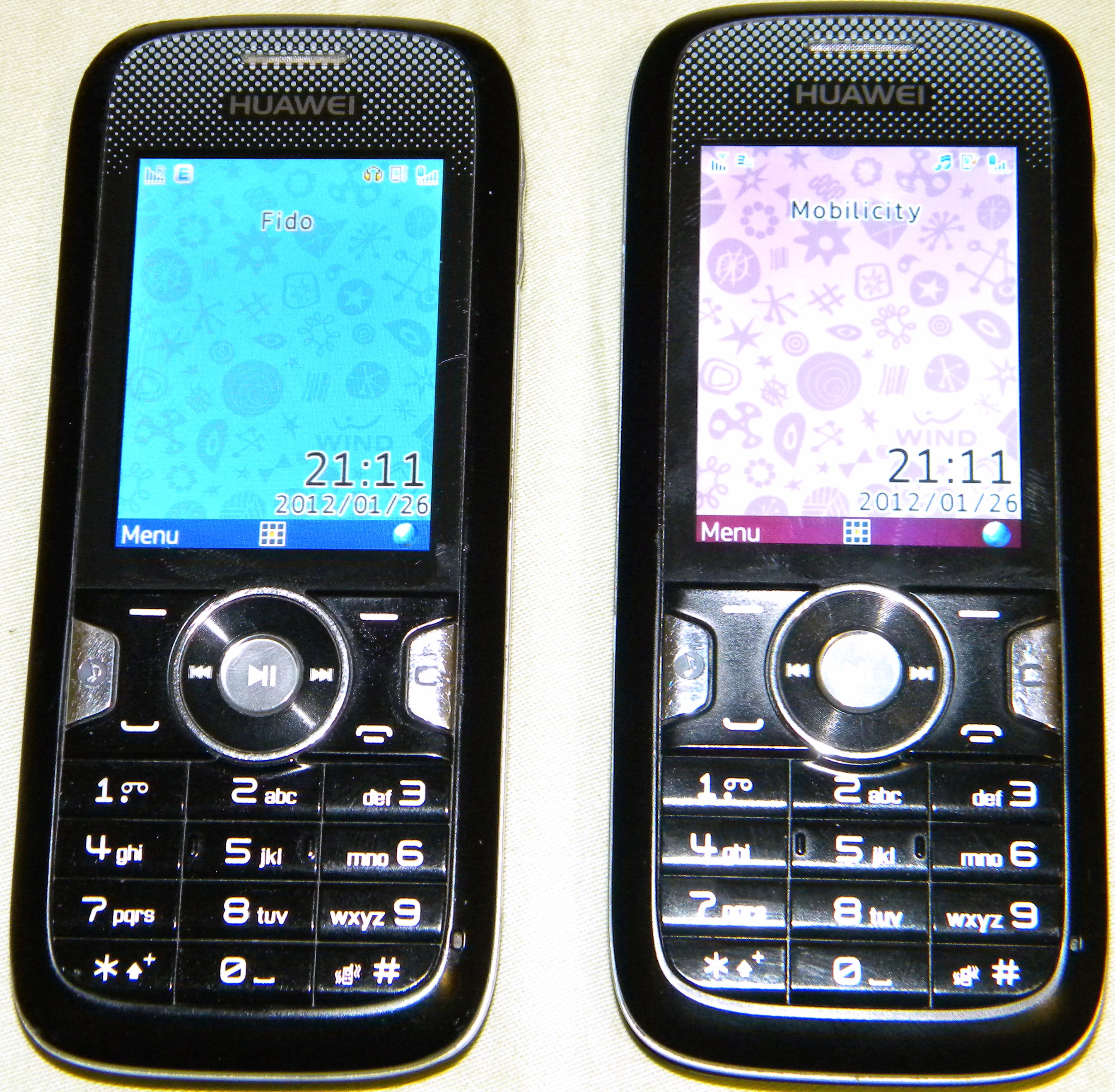
1 – Huawei U1250
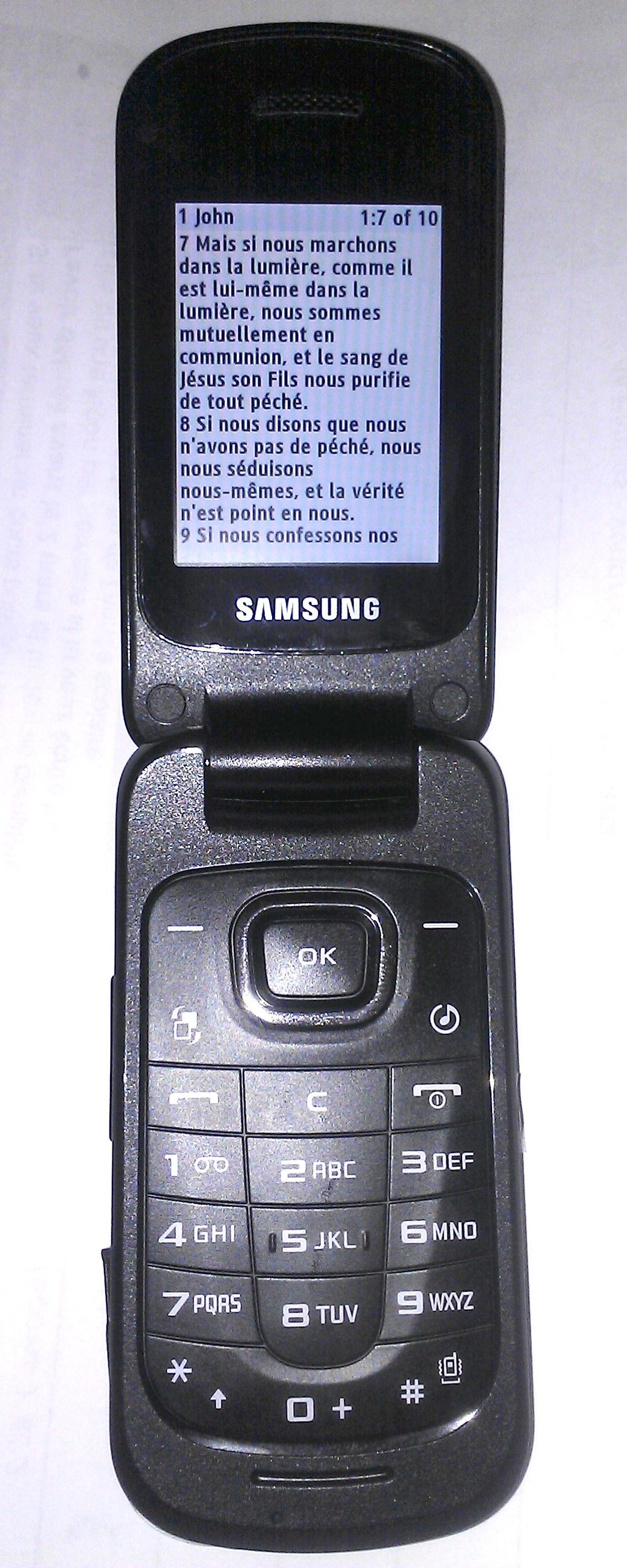
2 – Samsung C414
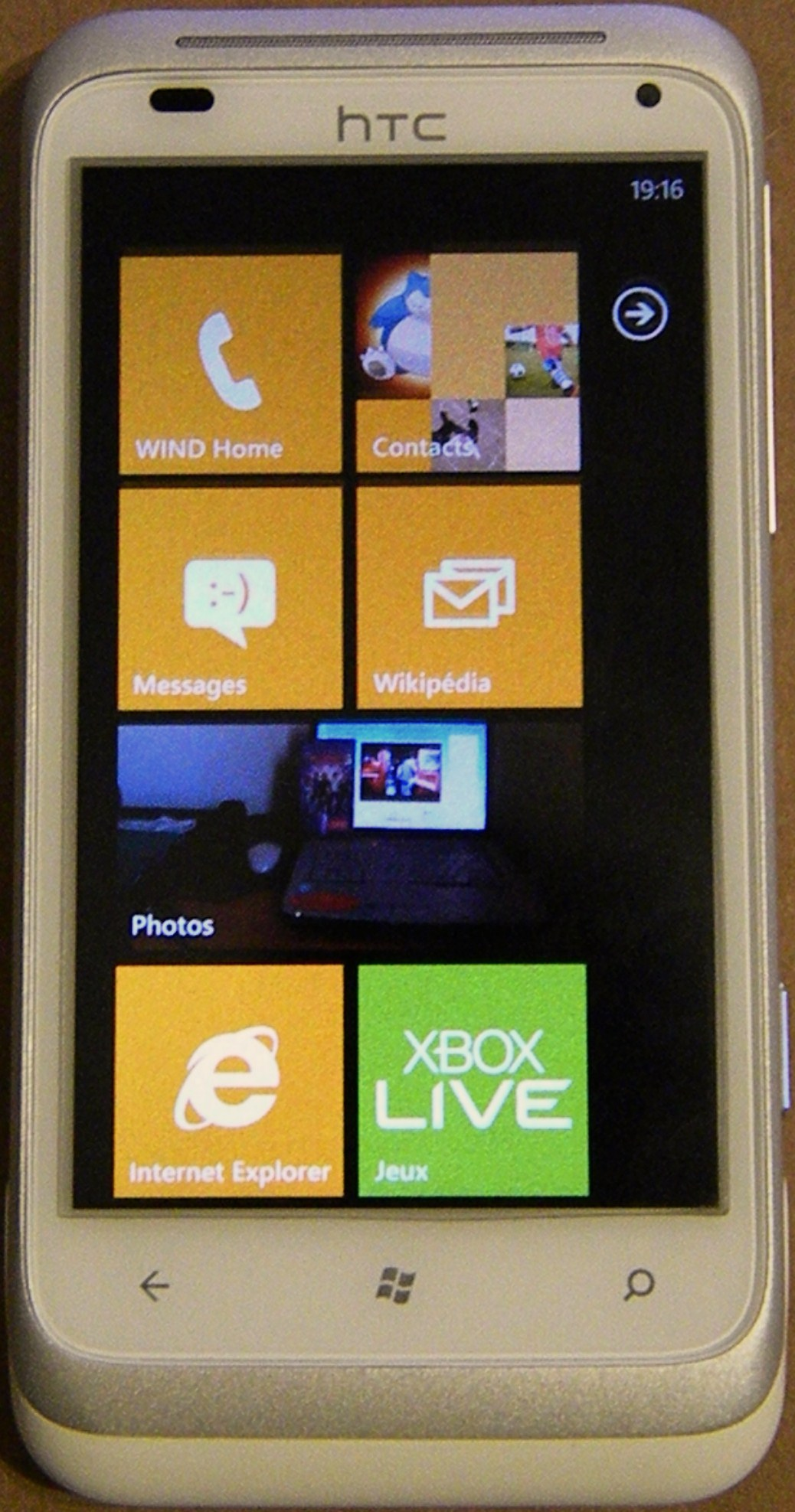
4 – HTC Radar 4G
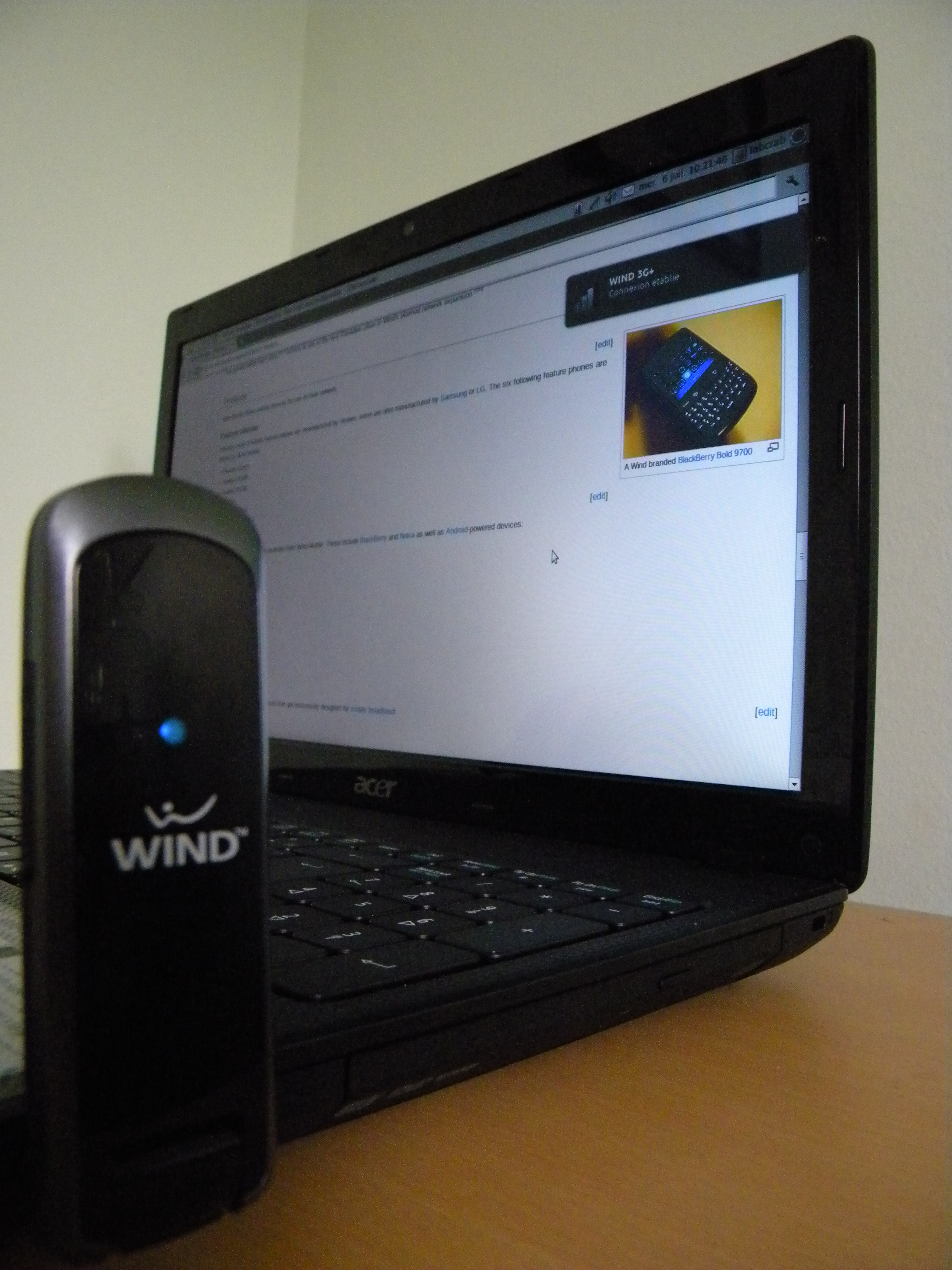
5 – Huawei E1691

1. Huawei U1250はカナダではウインド・モバイルだけが扱っているキャンディバーのフィーチャーフォン
2. Samsung C414は折りたたみ式（英語版）のフィーチャーフォンでカナダでは多数のキャリアが扱っている
3. BlackBerry Bold 9700はウインドが初めて扱ったスマートフォン
4. HTC Radar 4Gはカナダではほぼウインド・モバイルのみが扱っているWindows Phoneスマートフォン。ただし、サスカチュワン州ではサスクテル（英語版）が、ケベック州とナショナル・キャピタル地域（英語版）ではビデオトロン・モバイル（英語版）が扱っている。
5. Huawei E1691はUSB接続のモバイルブロードバンドモデムでモバイルブロードバンド接続ができる

## サービス

### 音声通話
サービス開始時、3つの個人向け月額音声通話プランが提供されていた。最安値のプランは数分間の通話に限られていたが後に終了している。後者の2つは長年の改訂で可能なことを増やしながら現在も続いている。無制限のローカルコールに対応したレギュラープランが設定される前に数種類のプロモーション的な月額プランが提供されていた。2013年4月7日、このプランはカナダ国内通話を可能にする形で再スタートした。
時折、ウインドはプロモーション的なプランを新規、既存加入者向けに特典付きで提供していて有名なのは「Holiday Miracle」、「Unlimited USA」 である。2012年10月にはスモールビジネスのみが加入できるプランも提供されたが、後に個人加入者と同値段のプランを選択できるように改定された。
ボイスメール、長距離通話やローミングの料金値下げといったサービスを追加できる制度もある。ペイ・ユア・ウェイでは通話時間やメッセージングに関する追加サービスをより広範囲に選べるようになっている。
2012年9月に対応端末で使える全ネットワークにHD通話を導入した。

### モバイルインターネット
加入者向けに数種類のデータサービスを提供している。数ある月額プランは携帯電話やモバイルブロードバンドモデム向けに提供されている。従量制プランもあり、料金は計算期間内に使用されたデータの量で計算される。加入者が使用したデータ量の月間平均は2013年第2四半期で0.9 GB、2014年第2四半期は1.5 GBだった。
モバイルインターネットのプランやオプションに加入していないユーザーを含めた全加入者は無料でWindWorldというポータルサイトやFacebook Zeroというソーシャルネットワークサービスにアクセスできる。WindWorldはCBCニュースのヘッドライン、ウインド提供地域を扱ったウェザー・ネットワーク提供による天気予報、Windアカウントを使った特別なモバイルダウンロードコンテンツや月額料金の支払いといったコンテンツで構成されている。
モバイルインターネットのプランやオプションは使用量が決められていて、プランが低価格なほど可能使用量が低く、超過した場合は従量制として使用量に応じて追加料金を支払う。逆に高額なプランほど可能使用量が多いが、超過した場合は他のユーザーと平等にネットワークにアクセスできるようにするために端末は速度調整を受ける。調整された速度は基本的に下りが256 kbit/s、上りが128 kbit/sとなる。また、ウインドが「極端なケース」と判断した場合ダイヤルアップ接続より遅い下り32 kbit/s、上り16 kbit/sにまで抑えられてしまう。調整した場合はユーザーに速度を抑えたことを告知する。

### 補助金
Windtab（公式にはWINDtabと表記される）とは年末商戦前の2010年11月5日より開始された支払い方法で端末の購入に際してタブバランスに基づき補助金を出すシステムであるクードゥー・モバイルのタブ決済システムに非常に酷似している。クードゥーのように後払いのプランを契約した時のみ適用される。
2011年8月16日にキッチナーとウォータールーでサービスが開始された時、ウインドはWindtab+という新たな補助金オプションを発表、特定のプランに入ればより高額な端末を購入する際に補助金が増額されるシステムになっている。これを活用し対応する端末を購入したユーザーは最低2年間使用しなければならない（2013年にCTRCワイヤレスコードに合わせるまで3年間だった）。この機能を「Pay-off Promise」と呼んでいる。
2012年3月中にウィンドのプランの一部が単純化され、Windtab+はWindtabに改称された。補助金額はどのプランや端末で選ぶかで決められ、両プランともペイ・オフ・プロミスが利用可能になっている。
2013年2月に新たな月額プランと低価格なWindtabの総額が導入された。全プランにおいて、補助金額が端末の価格以上に支給されることはなくなった。以降、Windtabを契約していない場合、補助金の代わりにサービスクレジットを受け取ることができるようになった。

### ローミング
ユーザーがウインドの提供地域外に行った場合、ローミング提携企業が提供するサービスがある。ウインドのローミング提携企業はカナダではロジャース・ワイヤレス、アメリカ合衆国ではTモバイル であり、2GとHSPAネットワークのローミングが可能となっている。これら2キャリアと繋がった通話とテキストサービスの料金はアメリカ合衆国での無制限ローミングのプランもしくはオプションに入っていない場合従量制となる。
ユーザーがローミングプランに加入しているかに関わらず、テキストメッセージの受信は世界中で無料である。カナダの最大手プロバイダー3社のローミング料金はウインドによるアメリカ合衆国のローミング料金より高い状態が続いている。モビリシティやパブリック・モバイルといった中小のプロバイダーは北米ではウインドと同様にとても競争力を有するローミング料金となっている。
2012年のロンドンオリンピックに合わせ、ウインド・モバイルは「ワールドトラベラー」というオプションを立ち上げ、2012年9月30日まで月額プラン加入者向けに無料でオプションを提供した。このオプションはヨーロッパなどへ旅行する際にカナダとアメリカ合衆国でのローミング料金と同額でローミングが可能だった。
2014年2月3日、TモバイルとAT&Tを使うUnlimited U.S. Roaming'オプションの提供を開始した。このオプションは後日通常もしくはプロモーション的プランに提供された。ユーザーは自身の料金体系を基にカナダで申し込んだ場合無限でフルスピードインターネットが可能であるものの、アメリカ合衆国では後日、公平使用既定によりフルスピード使用は1GB分に制限された。

## 問題
外国資本
2009年、カナダ・ラジオテレビ通信委員会 (CRTC)はウインドが外資系であるオラスコム・テレコムから出資の大半を受けたことを問題視したが、同年第4四半期にこの問題視を撤回したため、ウインドは年末商戦までにサービスを開始することが出来た。競争相手のパブリック・モバイルは早くもテラス・モビリティと提携し両社の相互ローミングやウインドの外資所有を問題視し共同でウインドを提訴した。テラスは後に訴訟から撤退したが、パブリックは最高裁まで争った。2012年4月26日、最高裁はウインド・モバイルの外資所有を問題視しない判決を下した。2010年にパブリック・モバイルは外国からの資金調達として中国進出口銀行より約3億5000万ドル調達している。

## 慈善活動
ウインドによる慈善活動は「Windthanks」と呼ばれている。2011年のバックトゥースクールシーズンにキッチナーとウォータールーでサービスを開始したことに合わせて始まった。地域住民は慈善活動プロジェクトに応募し、優勝者はウインドからの賞金1万ドルが贈られたが、優勝したのはMobileEDで副賞としてウインドからモバイルブロードバンドの製品とサービスが贈られた。ナイアガラ地域とロンドンでのサービス開始時でも両地域ごとに賞金1万ドルが贈られる同様のコンテストが開催された。ナイアガラ地域での優勝者は2012年1月に発表された。